# دولنی دراگویچا
دولنی دراگویچا (به بلغاری: Dolni Dragoycha) یک منطقهٔ مسکونی در بلغارستان است که در شهرستان دریانوو واقع شده‌است.